# Francisco Pereira Sodré
Francisco Pereira Sodré, primeiro e único barão de Alagoinhas, (Cachoeira da Bahia, 26 de abril de 1818 — Salvador, 28 de setembro de 1882) foi coronel da Guarda Nacional brasileira.
Filho do coronel Francisco Maria Sodré Pereira e Maria Ana de Meneses, nasceu na feguesia de São Tiago do Iguape, no município de Cachoeira, Bahia.
Casou-se, em 10 de fevereiro de 1834, com Cora César Coutinho, filha do conselheiro José Lino Coutinho e da poetisa Ildefonsa Laura César, nascida em Salvador, em 25 de janeiro de 1819, e falecida em São Tiago do Iguape, em 25 de abril de 1880. Eles tiveram onze filhos.

## Títulos nobiliárquicos e honrarias
Barão de Alagoinhas com honra de Grandeza
Título conferido por decreto imperial em 26 de abril de 1879. Faz referência à localidade baiana de Alagoinhas.